# تشارلز جي. أوكمان
تشارلز جي. أوكمان (بالإنجليزية: Charles G. Oakman) هو سياسي أمريكي، ولد في 4 سبتمبر 1903 في الولايات المتحدة، وتوفي بنفس المكان في 28 أكتوبر 1973. حزبياً، نشط في الحزب الجمهوري. انتخب عضو مجلس النواب الأمريكي.